# Raoul Stojsavljević
Raoul Stojsavljević (Innsbruck, Austrija, 28. srpnja 1887. – Garmisch-Partenkirchen, Njemačka, 2. rujna 1930.), istaknuti hrvatski vojni pilot Austro-Ugarskog ratnog zrakoplovstva i pionir zrakoplovnog izvidničkog snimanja.

## Životopis

### Podrijetlo, školovanje i letačka obuka
Raoul Stojsavljević je rođen u austrijskom Innsbrucku 28. srpnja 1887. godine. Otac mu je bio srpskog podrijetla, a majka Adelheid Hohenauer je bila rodom iz Tirola. Stojsavljević se izjašnjavao Hrvatom.[nedostaje izvor] Završio je srednju vojnu školu, a potom i vojnu akademiju Marije Terezije u Bečkom Novom Mjestu. Čin Leutnant-a (poručnik) kopnene vojske stekao je 18. kolovoza 1908. Raspoređen je u pješaštvo (Feldjägerbataillon Nr. 21) u Brucku na Muri. Letačku obuku je započeo 14. travnja 1913. u Bečkom Novom Mjestu. Pilotsku dozvolu br. 114. stekao je 2. lipnja 1913., a poslije i zvanje Feldpilot-a (ratni pilot). Stojsavljević je preletio Alpe u svibnju 1913. godine u posadi s poznatim pilotom Elsnerom. Izvrstan je bio u dugim letovima, pa neposredno prije izbijanja Prvog svjetskog rata i tijekom rata uspješno je izvršavao brojne dalekoletne izvidničke i bombarderske zadaće.

### Prvi svjetski rat
Još potkraj studenog 1914. Stojsavljević je prešao u 13. eskadrilu (Fliegerkompanien) (FliK 13) na mjesto zamjenika zapovjednika gdje je obnašao dužnost zapovjednika letača. Iznad ruskog bojišta izvodio je brojne izvidničke letove. Od 7. do 21. veljače 1915. Rusi su trpili velike gubitke u Drugoj bitki na Mazurskim jezerima. Stojsavljević je 16. veljače 1915., prilikom leta s izvidnikom poručnikom Johannesom Reichelom, zbog snježne oluje prisilno sletio iza neprijateljskih crta. Prije zarobljavanja, posada je uništila zrakoplov kako ne bi pao u ruke Rusima. U pomutnji, Reichel i Stojsavljević su šestog dana tamnovanja uspjeli pobjeći. Četiri mjeseca su se uspješno skrivali od ruskih snaga, najvjerojatnije u glavnom gradu Galicije, Lembergu, današnjem Lavovu. 22. lipnja 1915., u vrijeme zatišja uspješne austrijske gorličke ofenzive, uspjeli su doći do svojih suboraca. U ljeto 1915. Stojsavljević je letio u 17. eskadrili (FliK 17) na tirolskom bojištu, a u listopadu se pridružio u 16. izvidničku eskadrilu (FliK 16) opremljenu zrakoplovima dvosjedima u Villachu. Kao izvanredni časnik i vješt pilot letio je u posadi s Jozefom Fridrihom, te je s njime ubrzo postao dio jedne od najboljih dvočlanih austrougarskih posada. U prosincu 1915. Raoul je postao zapovjednikom 16. eskadrile. S Fridrihom je postigao svoju prvu zračnu pobjedu kada je u zoru 4. srpnja 1916. s ratnim zrakoplovom Hansom-Brandenburg C.I, za vrijeme izvidničkog leta za potrebe topništva, pogodio jednog od dva neprijateljska zrakoplova iznad mjesta Malaghetto. Stojsavljević je s Fridrihom postigao još dvije pobjede do kraja kolovoza 1916. godine, a 1. rujna iste godine je postigao novu pobjedu s drugim izvidnikom strijelcem. Stojsavljević je 14. prosinca 1916. predvodio skupinu od jedanaest zrakoplova 17. i 16. eskadrile, s uzletišta Pergine Valsugana i Gandolo, u bombardiranje Milana. Napad, u kojem poginulo petnaest ljudi, potresao je talijansku javnost. Radi dodatnog usavršavanja lovačkih vještina, Stojsavljević je u veljači 1917. prešao u 34. eskadrilu (FliK 34), gdje se dva mjeseca obučavao za letenje na lovcu Hansa-Brandenburg D.I Status asa postigao je 13. veljače 1917., kada je na visoravni Doberdo u području Soče srušio i peti dvosjed tipa Farman. Tada je, nakon havarije kod mjesta Zaule, privremeno udaljen s bojišta zbog teške ozljede koljena. U svibnju 1917. Stojsavljević se usavršavao u zračnim borbama u Pruskoj, u sektoru Cambrai na zapadnom bojištu. Nakon toga ponovno je preuzeo 16. eskadrilu gdje je razvijao tehnike snimanja iz zraka. Zbog iznimnog doprinosa u području brze fotografije iz zraka, i fotografije iz zraka zrakoplovima s jednočlanom posadom, Stojsavljević se smatra pionirom zrakoplovnog izvidničkog snimanja. Do tada je za izviđanje bio potreban dvosjedni zrakoplov, iz kojeg je izvidnik rukovao kamerom. Stojsavljević je uskoro nastavio s nizom zračnih pobjeda. Leteći Hansa-Brandenburg D.I, modificiranim za zračno snimanje tijekom izvidničkog leta, Stojsavljević je srušio dvosjed Farman. U istom lovcu 23. srpnja 1917. postigao je osmu pobjedu, srušivši opet Farmana. 7. rujna 1917., leteći kraj mjesta Monte Skarnitz, srušio je dvosjed SAML 113. talijanske eskadrile. Impresivni niz zračnih pobjeda završavio je desetom pobjedom, 21. studenog 1917. Tada je Albatrosom D.III kraj mjesta Feltre srušio još jedan talijanski SAML. Time je stekao status dvostrukog zračnog asa. To je nešto poslije ostvario samo još jedna Hrvat, Miroslav Navratil. 12. siječnja 1918. godine, za vrijeme izvidničkog leta lovcem Hansa-Brandenburg C. I, Stojsavljević je bio teško ranjen u zračnoj borbi s nekoliko neprijateljskih lovaca. Metak mu je prošao kroz bedrenu kost, ali unatoč teškoj i bolnoj ozljedi uspješno je sletio oštećenim zrakoplovom. Nakon kirurške obrade i oporavka vratio se na dužnost u listopadu 1918., iako su mu liječnici prognozirali trajnu invalidnost. Pred sam kraj rata, Stojsavljević je postao zapovjednikom Časničke letačke škole u Bečkom Novom Mjestu, gdje je dočekao kraj rata i slom Austro-Ugarske Monarhije.

### Život u Austriji nakon rata
Po završetku rata odbio je poziv za priključenje vojsci Kraljevine Srba, Hrvata i Slovenaca, te je ostao u novoosnovanoj austrijskoj državi. Letio je transportne i filmske letove. Nakon umirovljenja Stojsavljević je radio u zrakoplovnoj tvrtki koja je prometovala na liniji Beč - Budimpešta. 1922. godine vratio se u vojnu službu kao zrakoplovni bojnik (Wolkswehr) u postrojbi Alpenjägerregiment 12 sa sjedištem u rodnom mu Innsbrucku. Vojnu službu je napustio 1925. godine. Nešto kasnije je ustrojio novi aerodrom u Innsbrucku, a koji je vodio s pozicije direktora. 1927. godine Stojsavljević je osnovao transportnu zrakoplovnu tvrtku, koja se 1928. spojila s velikom austrijskim zračnim prijevoznikom ÖLAG. Raoul Stojsavljević je poginuo u zrakoplovnoj nesreći 2. rujna 1930. dok je letio zrakoplovom Junkers F.13. U uvjetima loše vidljivosti, zbog guste magle, udario je u masiv Krottenkopf sjeverno od Garmisch-Partenkirchena. Pokopan je sa svim austrijskim vojnim počastima u Westfriedhofu u Innsbrucku. O životopisu Raoula Stojsavljevića je pisao Cristopher Cant u knjizi "Austro-Hungarian Air Aces of WW1" i dr. Martin O'Conor u knjizi "Air Aces of Austro-Hungarian Empire".

### Činovi

#### Austro-Ugarska Monarhija
- čin Leutnant (poručnik).
- čin Feldpilot (ratni pilot).